# Palaelodus
A Palaelodus egy kihalt madárnemzetség, amely távoli rokonságban áll a flamingókkal. Vékony testű madarak voltak, hosszú lábakkal és nyakkal. Koponyája vagy csőre alakjáról keveset tudunk. Egyes paleontológusok úgy vélik, hogy Palaelodus képes volt úszni a víz alatt, üldözve a zsákmányt, de lábfejének felépítése nem túl alkalmas a merüléshez. Valószínűbb, hogy úszás közben vagy sekély vízben állva alkalmazkodtak ahhoz, hogy táplálékot keressenek.
A Palaelodidae család a modern flamingók testvértaxonja, és a Phoenicopteriformes rend, amelyhez mindketten tartoznak, valószínűleg egy vöcsökszerű ősből fejlődött ki. A Palaelodus egy köztes formát képvisel a búvárok, a vöcskök és a gázlómadarak között. Ez nem jelenti azt, hogy a paleododiók a flamingók ősei lennének. Inkább testvértaxont alkottak, amely közös ősük ökológiai résében maradt.
A Palaelodus a Palaelodidae típusnemztsége, amely a ma flamingóként ismert madarak testvércsoportja. Noha flamingónak tekintik, a Palaelodus primitív alakja olyannyira, hogy valójában a vízben úszott, nem pedig átgázolt rajta. A Palaelodus csőréről azt is megjegyzik, hogy nem olyan jól megformált kis állatok kiszűrésére a vízből, mint a mai flamingóké. Sok fajt a Palaelodus fajokhoz rendeltek, bár néhány, például a P. crassipes és a P. gracilipes megkérdőjeleződött. Két ausztráliai faj, a P. pledgei és a P. wilsoni érvényét is megkérdőjelezték, mivel eddig más ismert Palaelodus-fajokról nevezték el őket, azzal a kiegészítéssel, hogy a P. wilsoni azt jelenti, hogy a nemzetség sok millió évig maradt fenn a többi ismert faj kihalása után. A Megapaloelodus nemzetségbe tartozó M. goliath-ot is gyakran hasonlítják a Palaelodushoz, mint a Megapaloelodus-hoz, bár ennek a fajnak a példányai lényegesen nagyobbak, mint a Palaelodus többi faja.

## Fajok
Az alábbi 6 faj tartozik a családhoz:
- Palaelodus aotearoa
- Palaelodus ambiguus
- Palaelodus wilsoni
- Palaelodus pledgei
- Palaelodus gracilipes
- Palaelodus crassipes